# Lars Humble
Lars Otto Lennart Humble, född 14 augusti 1941 i Stockholm, död 6 februari 2024 i Barsebäck i Kävlinge kommun, var en svensk skådespelare.

## Biografi
Lars Humble utexaminerades från Statens scenskola i Malmö 1969, där han gått i samma klass som bland andra Helena Kallenbäck och Tomas von Brömssen.
Han började arbeta på Malmö Stadsteater 1969, där han förblev genom karriären som en av teaterns mest framträdande aktörer inom såväl talteater som musikteater med huvudroller i en mängd produktioner genom fem decennier – ett stort antal mot Marianne Mörck – , däribland My Fair Lady, Cabaret, Sound of Music, Lång dags färd mot natt och Erik XIV. Han har även gästspelat som i Brel på Göta Lejon. På Malmö Opera har han på senare åren bland annat medverkat i Lear, Kinky Boots och Jag blir nog aldrig bjuden dit igen.
Han var sedan 2006 gift med förre planeringschefen vid Malmö stadsteater, John-Olof "Jola" Eriksson, till dennes bortgång 2023 efter att de sammanlevt sedan 1963 och var bosatta på en gård vid skånska Barsebäck.

## Filmografi
- 1972 – N.P. Möller, fastighetsskötare (TV-serie)
- 1980 – Swedenhielms
- 1983 – Mot härliga tider
- 1986 – Moa
- 1991 – Amforans gåta (TV-serie)
- 1991 – Rosenholm (TV-serie)
- 1991 – Ålder okänd (TV-serie)
- 1999 – Browalls (TV-serie)
- 2000 – Under tiden
- 2008 – Wallander – Sidetracked

## Teater

### Roller (ej komplett)
| År   | Roll              | Produktion                                                                                | Regi              | Teater            |
| ---- | ----------------- | ----------------------------------------------------------------------------------------- | ----------------- | ----------------- |
| 1970 |                   | Oss pojkar emellan (The Boys in the Band) Mart Crowley                                    | Pierre Fränckel   | Malmö stadsteater |
| 1971 |                   | Vår i luften (Boeing Boeing) Marc Camoletti                                               | Egon Larsson      | Malmö stadsteater |
| 1975 | August Strindberg | Tribadernas natt Per Olov Enquist                                                         | Lennart Olsson    | Malmö stadsteater |
| 1980 |                   | Som ni behagar (As you Like it) William Shakespeare                                       | Torsten Sjöholm   | Malmö stadsteater |
| 1983 | Raoul Wallenberg  | Raoul Eric Åkerlund                                                                       | Håkan Englund     | Malmö stadsteater |
| 1983 | Medverkande       | Brel Olle Ljungberg och Sonja Gube                                                        | Olle Ljungberg    | Göta Lejon        |
| 1987 | Vicomt de Valmont | Farliga förbindelser (Les Liaisons Dangereuses) Christopher Hampton                       | Kerstin Birde     | Malmö stadsteater |
| 1990 | Georg von Trapp   | Sound of Music Richard Rodgers, Oscar Hammerstein, Howard Lindsay och Russel Crouse       | Danya Krupska     | Malmö Stadsteater |
| 1996 |                   | Maria Magdalena (Maria Magdalene) Friedrich Hebbel                                        | Katrine Wiedemann | Malmö stadsteater |
| 1997 | Aksel Larsen      | Magisk cirkel Per Olov Enquist                                                            | Kajsa Bramsvik    | Malmö Stadsteater |
| 1997 |                   | Spelman på taket (Fiddler on the Roof) Joseph Stein, Jerry Bock och Sheldon Harnick       | Lars Rudolfsson   | Malmö Opera       |
| 2001 |                   | Kaspar Hauser Johnny Dennis, Martin Gjerstad, Tore Johansson, Ulf Turesson och Jonas Jarl | Johanna Garpe     | Malmö musikteater |
| 2014 | Alex Gromeko      | Doktor Zjivago (Doctor Zhivago) Lucy Simon, Michael Korie och Michael Weller              | Ronny Danielsson  | Malmö Opera       |
| 2016 | George            | Kinky Boots Cyndi Lauper och Harvey Fierstein                                             | Ronny Danielsson  | Malmö Opera       |

## Priser och utmärkelser
- Medaljen Litteris et Artibus (2017) för framstående konstnärliga insatser som skådespelare